# ニューシス
ニューシス（NEWSIS）（韓国語: 뉴시스통신사）は大韓民国最大の民営の国内通信社で事業規模は聯合ニュースに次ぐ。記事は韓国語でのみ配信されている。2001年9月に設立され、2002年2月からニュース記事配信業務を開始。ロイター通信と記事配信に関する契約を結び、国内向けの国際ニュース配信を始め、その後国内ニュース配信も開始。現在では新華社通信、AP通信と提携している。平日では一日平均約9000件の外信記事と2700件の国内記事や写真を配信する。本社に150人余り、地方支社に150人余りの記者が属す。